# Aglaeactis
Genre
Le genre Aglaeactis regroupe des oiseaux appartenant à la famille des Trochilidae (colibris), à la sous-famille des Lesbiinae, et à la tribu des Heliantheini.

## Liste des espèces
D'après la classification de référence (version 2.2, 2009) du Congrès ornithologique international (ordre phylogénique) :
- Aglaeactis cupripennis – Colibri étincelant
- Aglaeactis aliciae – Colibri d'Alice
- Aglaeactis castelnaudii – Colibri de Castelnau
- Aglaeactis pamela – Colibri paméla